# Listennn... the Album
Listennn... the Album – debiutancki album amerykańskiego didżeja oraz członka Terror Squad – DJ Khaleda. Album został wydany 6 czerwca 2006 r. Można na nim znaleźć takich wykonawców jak Fat Joe, Young Jeezy, Kanye West, Bun B, Trick Daddy, Rick Ross, Lil Wayne, Birdman i innych. Album sprzedał się w nakładzie ponad 200 000 kopii.

## Lista utworów
| #  | Tytuł                      | Gościnnie                                                 | Producent(ci)                   | Czas |
| -- | -------------------------- | --------------------------------------------------------- | ------------------------------- | ---- |
| 1  | "Intro"                    |                                                           | DJ Khaled                       | 1:59 |
| 2  | "Born N Raised"            | Trick Daddy, Pitbull & Rick Ross                          | The Runners                     | 4:22 |
| 3  | "Gangsta Shit"             | Bun B and USDA                                            | DJ Nasty & LVM / Midnight Black | 3:51 |
| 4  | "Grammy Family"            | Kanye West, Consequence & John Legend                     | Kanye West / Jon Brion          | 3:24 |
| 5  | "Problem"                  | Beanie Sigel & Jadakiss                                   | DJ Khaled                       | 3:36 |
| 6  | "Holla at Me"              | Lil Wayne, Paul Wall, Fat Joe, Rick Ross & Pitbull        | Cool & Dre                      | 4:28 |
| 7  | "Watch Out"                | Akon, Styles P, Fat Joe & Rick Ross                       | Cool & Dre                      | 3:45 |
| 8  | "Destroy You"              | Krayzie Bone & Twista                                     | Cool & Dre                      | 4:27 |
| 9  | "Never Be Nothing Like Me" | Lil Scrappy & Homeboy                                     | Mr. Collipark                   | 4:23 |
| 10 | "Candy Paint"              | Slim Thug, Trina & Chamillionaire                         | Cool & Dre                      | 4:10 |
| 11 | "MIA"                      | Lil Wayne                                                 | Develop                         | 3:45 |
| 12 | "Where You At"             | Freeway & Clipse                                          | DJ Khaled                       | 3:52 |
| 13 | "Still Fly"                | Birdman & Chop                                            | T-MIX                           | 5:10 |
| 14 | "Dip Slide Ride Out"       | Young Dro, Big Kuntry King & T.I.                         | Nick Fury / Keith Mack          | 5:00 |
| 15 | "Movement"                 | Dre                                                       | Cool & Dre                      | 3:42 |
| 16 | "The Future of Dade"       | Brisco, Dirty Red, Dela, Lunch Money, Co, Hennessy & P.M. | J. Venom                        | 5:37 |
| 17 | "Addicted" (Bonus Track)   | Juelz Santana                                             | StreetRunner                    | 3:45 |